# ألبرت د. ريتشاردسون
ألبرت د. ريتشاردسون (بالإنجليزية: Albert D. Richardson) هو صحفي أمريكي، ولد في 6 أكتوبر 1833 في فرانكلين في الولايات المتحدة، وتوفي في 2 ديسمبر 1869 في نيويورك في الولايات المتحدة.